# Canon de 35,6 cm/45 Type 41ème Année
Le canon de 35,6 cm/45 Type 41ème Année est un canon conçu dans les années 1910, de 35,6 cm de diamètre et de calibre 45, de conception anglaise et fabriqué par la marine impériale japonaise, initialement équipé sur le croiseur de bataille Kongō et les navires de sa classe, puis pour les quatre cuirassés subséquents. Il été initialement désigné comme le canon Vickers de 14 pouces/45 Type 43ème Année jusqu'en 1910, et par la suite redésigné canon de 36 cm/45 Type 41ème Année à partir de 1917 lors du passage au système métrique.

## Histoire
Le design original du Kongō prévoyait d'utiliser des canons de 30,5 cm/50 (comme leur prédécesseurs), et c'est le commandant Katô Hirohasu de la marine impériale qui poussa l'adoption des nouveaux canons de 14 pouces de calibre alors en développement.
Après les tests des nouveaux canons, observés par les marines japonaise et britannique, la première décida au 29 novembre 1911 d'utiliser ces canons sur Kongō, bien que sa quille eut été déjà posée le 17 janvier de la même année, résultant alors en de nombreuses altérations au plans faites sur le vif afin d'éviter de prolonger la construction:142.
Ce canon fut équipé sur les navires suivants :
- Classe Kongō (croiseurs de bataille/cuirassés rapides), lancés entre 1912 et 1913, en 4 tourelles doubles (8 cannons) :
  - Kongō
  - Hiei
  - Haruna
  - Kirishima

- Classe Fusō (cuirassés), lancés en 1915, en 6 tourelles doubles (12 cannons) :
  - Fusō
  - Yamashiro

- Classe Ise (cuirassés/cuirassés d'aviation) lancés entre 1916 et 1917, en 6 tourelles doubles (12 cannons) :
  - Ise
  - Hyūga